# Polenská vrchovina

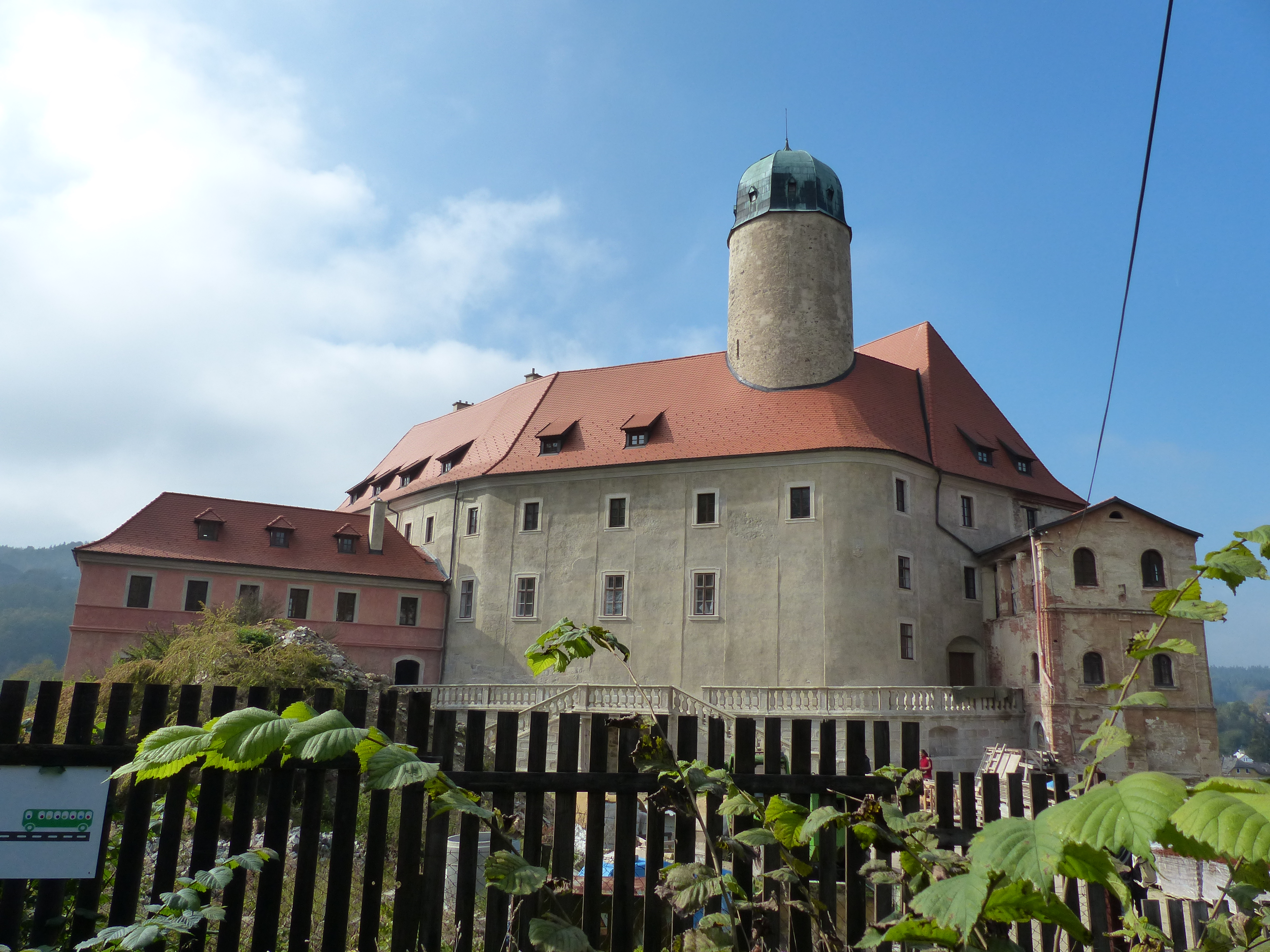
Das Schloss Libá im Jahr 2014

Die Polenská vrchovina (deutsch etwa: Hirschfelder Hochland) ist ein nahezu vollständig mit Fichtenforsten bedecktes und flach gewelltes Hochland in 500 bis 670 m n.m. im östlichen Fichtelgebirge. Der Unterbezirk Polenská vrchovina ergibt zusammen mit dem Unterbezirk Mokřinská vrchovina (deutsch etwa: Nassengruber Hochland) den Bezirk Blatenská vrchovina (deutsch etwa: Plattenberger Hochland) der geomorphologischen Einteilung Tschechiens.
Einst waren Eichichtwald, Liebensteiner Revier, Hirschfelder Revier, Gärberhau und Neuenbrand-Revier Abteilungen des Liebensteiner Forstes. Heute liegen diese ehemaligen Reviere auf tschechischem Hoheitsgebiet.
Nach der Neueinteilung in den 1960er- bis 1980er-Jahren durch die tschechoslowakischen Behörden wurden diese Abteilungen entsprechend umbezeichnet. Naturräumlich gehören Na Dobrošově, Libský les, Polenský les, Slatinný les und Novožďárský les heute zur Polenská vrchovina in der Hazlovská pahorkatina (deutsch etwa: Haslauer Hügelland), einer Untereinheit der etwas über das landläufig als Fichtelgebirge bezeichnete Gebiet hinausgehenden geomorphologischen Haupteinheit Smrčiny (deutsch: Fichtelgebirge) nach tschechischem System.

## Geomorphologische Klassifizierung
- System: Hercynisch
- Untersystem: Hercynisches Gebirge
- Provinz: Böhmische Masse (Česká vysočina)
- Subprovinz: Krušnohorská subprovincie (Erzgebirgs-Subprovinz)
- Gebiet: Krušnohorská hornatina
- Haupteinheit: Fichtelgebirge (Smrčiny)
- Untereinheit: Hazlovská pahorkatina (Haslauer Hügelland)
- Bezirk: Blatenská vrchovina (deutsch etwa: Plattenberger Hochland)
- Unterbezirk: Polenská vrchovina (deutsch etwa: Hirschfelder Hochland)

## Geographie
Die Polenská vrchovina erstreckt sich im Norden von Mühlbach bei Selb entlang der heutigen Staatsgrenze zu Deutschland östlich des Selber Forstes nach Süden bis nordwestlich von Schirnding und reicht im Osten von Nový Žďár (deutsch: Neuenbrand) bis südöstlich von Libá (deutsch: Liebenstein).
Nördlich dieses Gebietes liegen der weitere zur Polenská vrchovina gehörige Unterbezirk Mokřinská vrchovina (deutsch etwa: Nassengruber Hochland) und die Untereinheit Ašská vrchovina (deutsch etwa: Ascher Bergland).

## Geologie
Geologisch besteht der Gebirgsstock im Wesentlichen aus Granit. Die Geschichte seiner Orogenese beginnt im Präkambrium vor etwa 750–800 Millionen Jahren – fast 20 % der Erdgeschichte deckt das Gebirge ab, was nur auf wenige der heute noch bestehenden Rumpfgebirge zutrifft. Der Gebirgsstock ist vielfach von Basaltkegeln durchsetzt.

## Berge
Höchster Berg der Polenská vrchovina ist der Goethův vrch (deutsch: Goethestein) mit 670 m n.m.
- Weitere Berge siehe Selb-Wunsiedler Hochfläche.

## Ortschaften
Orte wie Nový Žďár (deutsch: Neuenbrand), Hazlov (deutsch: Haslau), Libá (tschechisch: Libštejn, deutsch: Liebenstein) und viele Weiler und Einöden liegen verstreut in oder an der Polenská vrchovina.

## Gewässer
Die Bäche Slatinný potok (deutsch: Schladabach), Nebeský potok (deutsch: Weiherbach) und Großbach (tschechisch: Libský potok), sowie Weiherketten am östlichen und südlichen Rand entwässern die Polenská vrchovina. Am Westrand des Libský les, direkt auf der Grenze zu Bayern, befindet sich der Ladenbrunnen.

## Naturschutz
Die bedeutsame Landschaft hat heute viele hochwertige Lebensräume.
Die Polenská vrchovina gilt heute als Rückzugsgebiet für den Schwarzstorch und Revier für die Wiederausbreitung des Luchses.

## Geschichte
Der bis ins 19. Jahrhundert verwendete Name Waldsteiner Kette für die Nordwest- und Nordostflanke des Fichtelgebirges geriet in Vergessenheit und wird nicht mehr verwendet.

## Nachweise
1. ↑  Geomorfologicka Československa
2. ↑  DEMEK J. a kol.: Zeměpisný lexikon ČSR – Hory a nížiny, Academia, Praha 1987 s. 222
3. ↑  Heinrich Berghaus: Das Fichtelgebirge und der Frankenjura in: Deütschlands Höhen – Beiträge zur genauern Kenntniß derselben (1834), auf books.google.de

## Karten
- Mapy Czech